# USC Nouméa
El Union Sportive Calédonienne Nouméa (más conocido como USC Nouméa) es un club de fútbol de la ciudad de Numea, capital de Nueva Caledonia. Fue campeón de la Superliga, primera división de su país, dos veces, aunque actualmente juega en Segunda División.

## Futbolistas

### Jugadores destacados
- Theodore Piane

## Palmarés
- Superliga de Nueva Caledonia (2): 1962 y 1963.